# Les Forges (Vosges)
Pour les articles homonymes, voir Les Forges.
Pour le village homonyme dans le même département, voir La Forge (Vosges).
Les Forges est une commune française située dans le département des Vosges, en région Grand Est.
Ses habitants sont appelés les Forgerons.

## Géographie
Il ne faut pas la confondre avec La Forge, autre commune du même département, quant à elle située entre Gérardmer et Remiremont.

### Sismicité
Commune située dans une zone 3 de sismicité modérée.

### Localisation

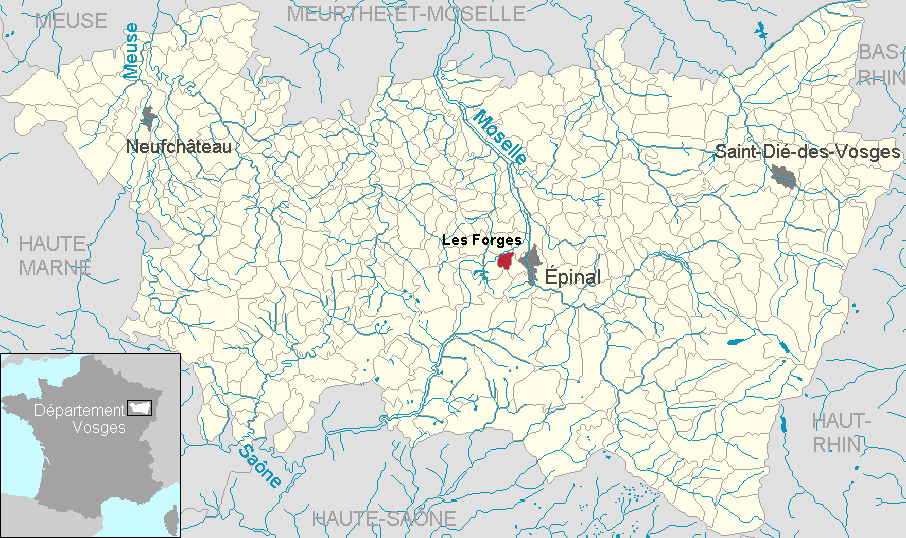
Localisation dans le département.

Les Forges est une localité située à cinq kilomètres à l'ouest d'Épinal, sur le canal de l'Est. À l'écart des grands axes de circulation, elle est devenue un lieu de résidence recherché, à la fois proche du bassin d'emploi de la préfecture et d'espaces de détente comme le lac de Bouzey.

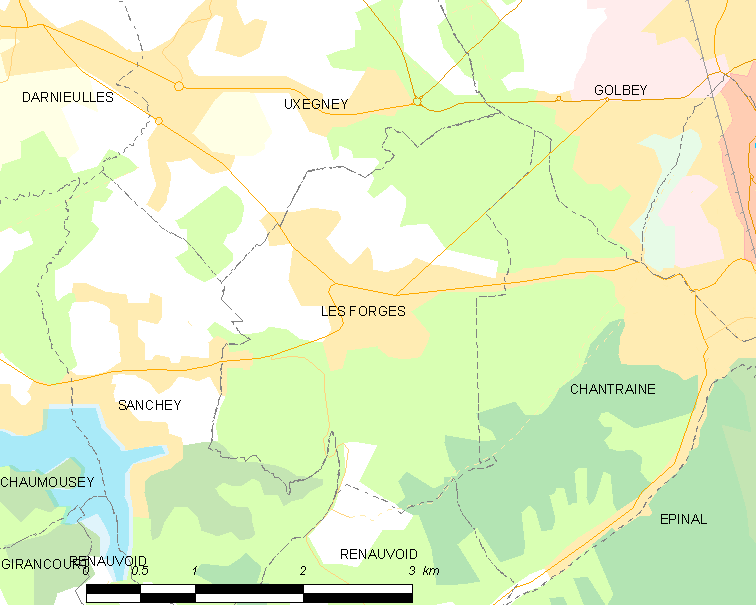
Situation géographique de Les Forges.

### Communes limitrophes
| Uxegney | Uxegney   | Golbey     |
| Sanchey | Forges    | Chantraine |
| Sanchey | Renauvoid | Chantraine |

### Hydrographie et les eaux souterraines
Hydrogéologie et climatologie : Système d’information pour la gestion des eaux souterraines du bassin Rhin-Meuse :
Territoire communal : Occupation du sol (Corinne Land Cover); Cours d'eau (BD Carthage),
Géologie : Carte géologique; Coupes géologiques et techniques,
 Hydrogéologie : Masses d'eau souterraine; BD Lisa; Cartes piézométriques.
La commune est située dans le bassin versant du Rhin au sein du bassin Rhin-Meuse. Elle est drainée par la rigole d'alimentation du réservoir de Bouzey, le ruisseau d'Olima, le ruisseau de l'Etang de la Comptesse et le ruisseau l'Epine,.
La rigole d'alimentation du réservoir de Bouzey, d'une longueur totale de 41,5 km, prend sa source dans la commune de Saint-Étienne-lès-Remiremont et se jette dans l'Avière à Chaumousey, alimentant le réservoir de Bouzey, après avoir traversé douze communes.

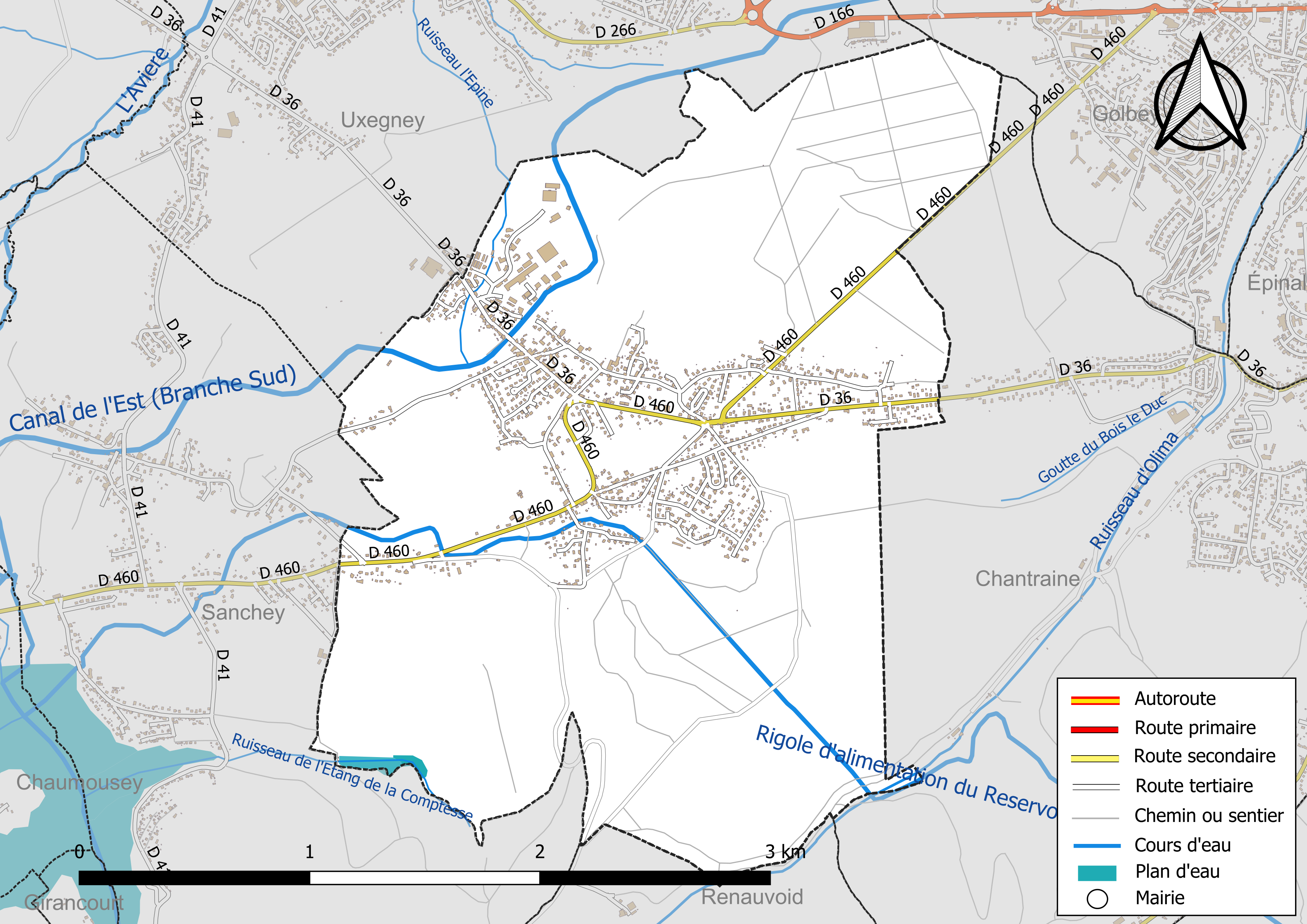
Réseaux hydrographique et routier des Forges.

La qualité des eaux de baignade et des cours d’eau peut être consultée sur un site dédié géré par les agences de l’eau et l’Agence française pour la biodiversité.

### Climat
Pour des articles plus généraux, voir Climat du Grand Est et Climat des Vosges.
En 2010, le climat de la commune est de type climat de montagne, selon une étude du Centre national de la recherche scientifique s'appuyant sur une série de données couvrant la période 1971-2000. En 2020, Météo-France publie une typologie des climats de la France métropolitaine dans laquelle la commune est exposée à un climat semi-continental et est dans la région climatique  Lorraine, plateau de Langres, Morvan, caractérisée par un hiver rude (1,5 °C), des vents modérés et des brouillards fréquents en automne et hiver. 
Pour la période 1971-2000, la température annuelle moyenne est de 9,2 °C, avec une amplitude thermique annuelle de 16,9 °C. Le cumul annuel moyen de précipitations est de 1 058 mm, avec 12,6 jours de précipitations en janvier et 10,3 jours en juillet. Pour la période 1991-2020, la température moyenne annuelle observée sur la station météorologique de Météo-France la plus proche, « Épinal », sur la commune de Dogneville à 7 km à vol d'oiseau, est de 10,3 °C et le cumul annuel moyen de précipitations est de 907,0 mm. 
La température maximale relevée sur cette station est de 39,3 °C, atteinte le 25 juillet 2019 ; la température minimale est de −18,9 °C, atteinte le 12 janvier 1987,,. 
Les paramètres climatiques de la commune ont été estimés pour le milieu du siècle (2041-2070) selon différents scénarios d'émission de gaz à effet de serre à partir des nouvelles projections climatiques de référence DRIAS-2020. Ils sont consultables sur un site dédié publié par Météo-France en novembre 2022.

## Urbanisme

### Typologie
Au 1er janvier 2024, Les Forges est catégorisée bourg rural, selon la nouvelle grille communale de densité à sept niveaux définie par l'Insee en 2022.
Elle appartient à l'unité urbaine d'Épinal, une agglomération intra-départementale regroupant douze  communes, dont elle est une commune de la banlieue,,. Par ailleurs la commune fait partie de l'aire d'attraction d'Épinal, dont elle est une commune de la couronne,. Cette aire, qui regroupe 118 communes, est catégorisée dans les aires de 50 000 à moins de 200 000 habitants,.

### Occupation des sols
L'occupation des sols de la commune, telle qu'elle ressort de la base de données européenne d’occupation biophysique des sols Corine Land Cover (CLC), est marquée par l'importance des forêts et milieux semi-naturels (60,8 % en 2018), en diminution par rapport à 1990 (61,7 %). La répartition détaillée en 2018 est la suivante : 
forêts (60,8 %), zones urbanisées (20,5 %), prairies (18,6 %). L'évolution de l’occupation des sols de la commune et de ses infrastructures peut être observée sur les différentes représentations cartographiques du territoire : la carte de Cassini (XVIIIe siècle), la carte d'état-major (1820-1866) et les cartes ou photos aériennes de l'IGN pour la période actuelle (1950 à aujourd'hui).

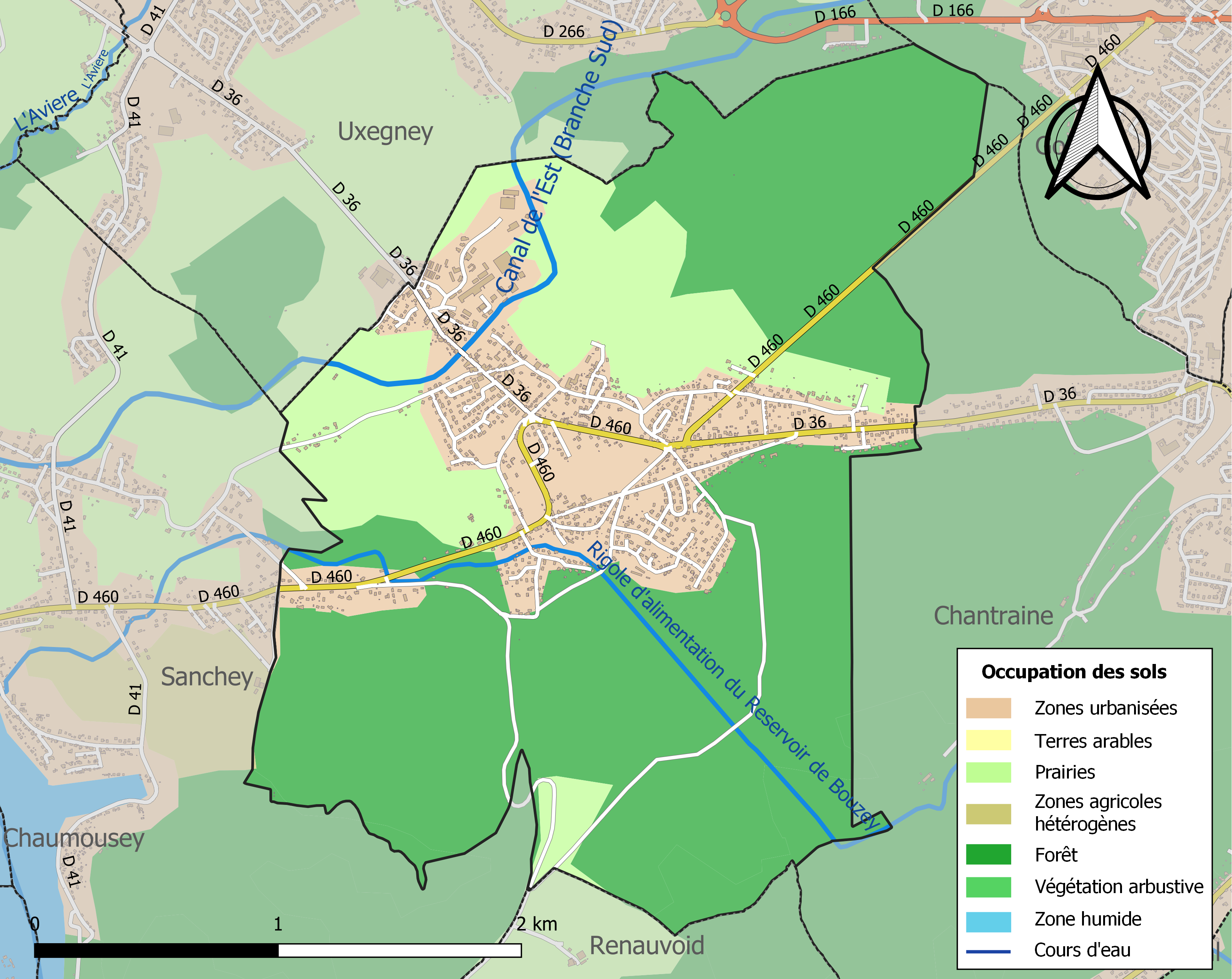
Carte des infrastructures et de l'occupation des sols de la commune en 2018 (CLC).

## Toponymie
Le nom de la localité est attesté sous les formes « Jehan dit li Goille des Forges, de la parroche de Urxegney » (1342) ; Parizot des Forges devant Espinal (1509) ; Ou finaige dez Forges, ban d’Uxegney (1523) ; « La seignerie du ban d’Eussegney, auquel ban y a un villaige nommé les Forges » (XVIe siècle) ; Les Forges, sur le finage de la communauté de Sanxey (1711).

Les Forges : Du mot latin Făbrĭca, « atelier d'artisan », à l'origine du mot « fabrique », au pluriel. C’est au Xe siècle que l’usage du fer s’est véritablement répandu dans le monde agricole ( ferrage des bêtes de somme, instruments aratoires, etc.) et que les forges ont pris une place considérable dans la vie quotidienne, devenant quelques fois l’activité principale du village et allant jusqu’à lui donner son nom.

## Histoire
La communauté s'est construite autour de trois familles de forgerons, installées au XIe siècle, d'où le nom du lieu. 
La Vôge, entre Saône et Coney, a été le troisième lieu de développement de la métallurgie dans les Vosges,.
Ce village, appelé La Forge au XVIIe siècle, dépendait au spirituel de la paroisse d’Uxegney, où le chapitre de Remiremont avait droit de patronage. La commune des Forges compte trois hameaux : La Bourieure, Les Brosses et La Tranchée-de-Bains. En 1710 et 1751, Les Forges dépendait du bailliage d’Épinal, et en 1790, Les Forges dépendait du district d’Épinal, canton de Domèvres-sur-Avière.
En 1790, le village des Forges devient une commune.
En 1891, le territoire fut amputé de deux hameaux lors de la création de la commune de Chantraine.

## Politique et administration

### Budget et fiscalité 2022
En 2022, le budget de la commune était constitué ainsi :
- total des produits de fonctionnement : 1 365 000 €, soit 718 € par habitant ;
- total des charges de fonctionnement : 1 094 000 €, soit 575 € par habitant ;
- total des ressources d'investissement : 827 000 €, soit 435 € par habitant ;
- total des emplois d'investissement : 371 000 €, soit 195 € par habitant ;
- endettement : 1 022 000 €, soit 563 € par habitant.

Avec les taux de fiscalité suivants :
- taxe d'habitation : 12,15 % ;
- taxe foncière sur les propriétés bâties : 38,36 % ;
- taxe foncière sur les propriétés non bâties : 30,14 % ;
- taxe additionnelle à la taxe foncière sur les propriétés non bâties : 0,00 % ;
- cotisation foncière des entreprises : 0,00 %.

Chiffres clés Revenus et pauvreté des ménages en 2021 : médiane en 2021 du revenu disponible, par unité de consommation : 26 430 €.

### Liste des maires
| Période                                  | Période    | Identité              | Étiquette | Qualité                                                                            |
| ---------------------------------------- | ---------- | --------------------- | --------- | ---------------------------------------------------------------------------------- |
| Les données manquantes sont à compléter. |            |                       |           |                                                                                    |
| mars 1977                                | avril 2014 | Yvon Eugé (1932-2020) | DVD       | Retraité de France Telecom Conseiller général du canton d'Épinal-Ouest (1994-2015) |
| avril 2014                               | En cours   | Daniel Midon          |           |                                                                                    |

## Population et société

### Démographie

#### Évolution démographique
L'évolution du nombre d'habitants est connue à travers les recensements de la population effectués dans la commune depuis 1793. Pour les communes de moins de 10 000 habitants, une enquête de recensement portant sur toute la population est réalisée tous les cinq ans, les populations de référence des années intermédiaires étant quant à elles estimées par interpolation ou extrapolation. Pour la commune, le premier recensement exhaustif entrant dans le cadre du nouveau dispositif a été réalisé en 2004.

En 2022, la commune comptait 1 779 habitants, en évolution de −5,62 % par rapport à 2016 (Vosges : −2,96 %, France hors Mayotte : +2,11 %).
| 1793 | 1800 | 1806 | 1821 | 1831 | 1836 | 1841 | 1846 | 1856  |
| ---- | ---- | ---- | ---- | ---- | ---- | ---- | ---- | ----- |
| 342  | 320  | 408  | 479  | 581  | 644  | 695  | 898  | 1 046 |

| 1861  | 1866  | 1876  | 1881  | 1886  | 1891  | 1896 | 1901 | 1906 |
| ----- | ----- | ----- | ----- | ----- | ----- | ---- | ---- | ---- |
| 1 035 | 1 039 | 1 210 | 1 261 | 1 453 | 1 596 | 563  | 594  | 684  |

| 1911 | 1921 | 1926 | 1931 | 1936 | 1946 | 1954 | 1962 | 1968 |
| ---- | ---- | ---- | ---- | ---- | ---- | ---- | ---- | ---- |
| 692  | 556  | 616  | 610  | 625  | 553  | 561  | 629  | 773  |

| 1975  | 1982  | 1990  | 1999  | 2004  | 2006  | 2009  | 2014  | 2019  |
| ----- | ----- | ----- | ----- | ----- | ----- | ----- | ----- | ----- |
| 1 074 | 1 352 | 1 661 | 1 806 | 2 058 | 2 082 | 1 984 | 1 933 | 1 833 |

| 2022  | - | - | - | - | - | - | - | - |
| ----- | - | - | - | - | - | - | - | - |
| 1 779 | - | - | - | - | - | - | - | - |

### Enseignement
Établissements d'enseignements :
- Écoles maternelles et primaires à Les Forges, Sanchey, Golbey, Uxegney, Épinal.
- Collèges à Golbey, Épinal.
- Lycées à Épinal.

### Santé
- La commune possède une maison de santé regroupant quatre médecins généralistes, deux kinésithérapeutes et deux dentistes[28].
- L'hôpital le plus proche est le centre hospitalier Émile-Durkheim situé dans la ville voisine d'Épinal.

### Cultes
- Culte catholique, Paroisse Saint-Goëry[29], Diocèse de Saint-Dié.

## Économie

### Entreprises et commerces

#### Agriculture
- Sylviculture et autres activités forestières.
- Culture de fruits à pépins et à noyau.

#### Tourisme
- Hébergements et restauration à Sanchay, Chantraine, Chaumousey,.

#### Commerces
- Commerces et services de proximité.

## Culture locale et patrimoine

### Lieux et monuments

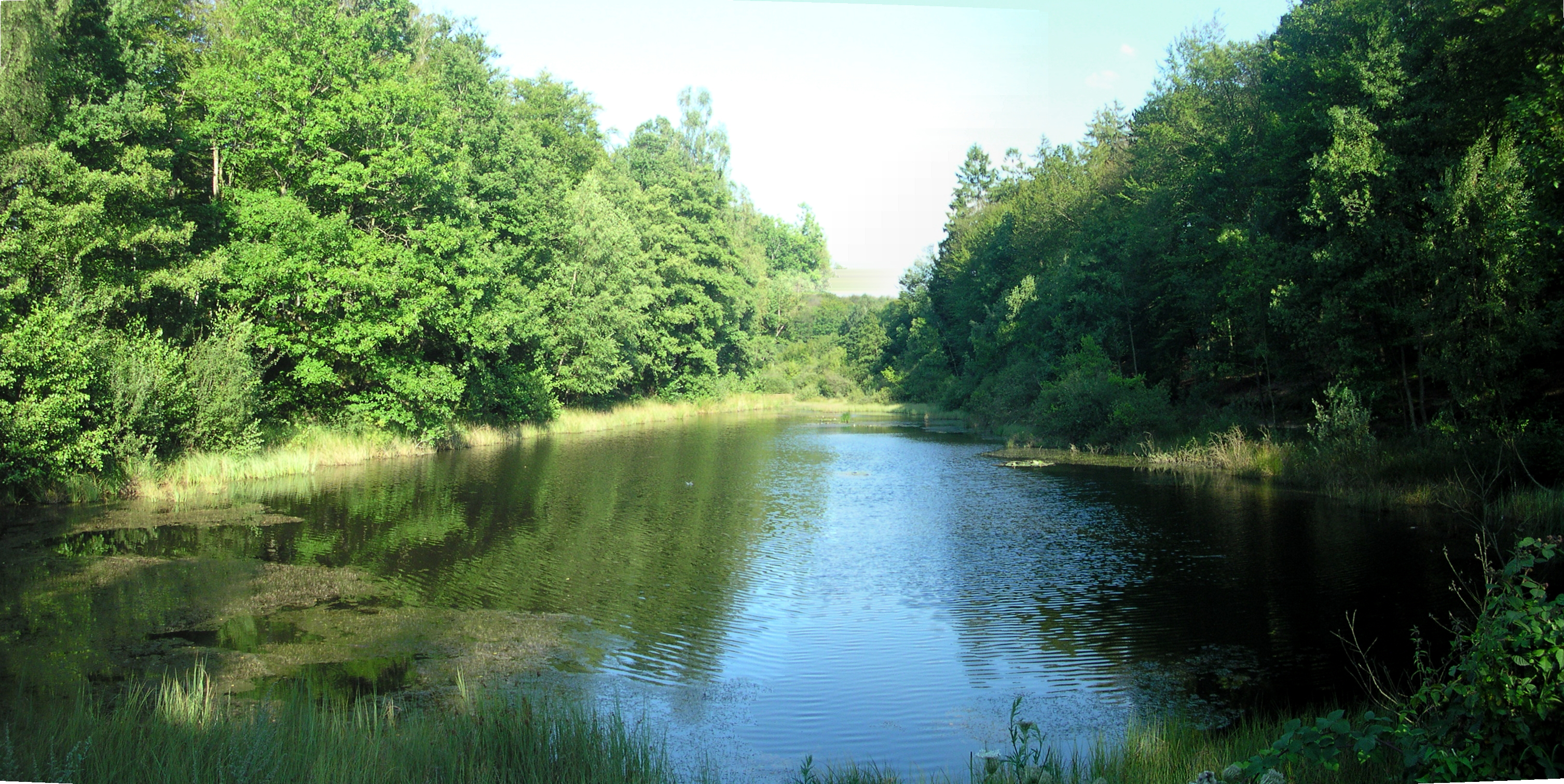
Étang de la Comtesse.
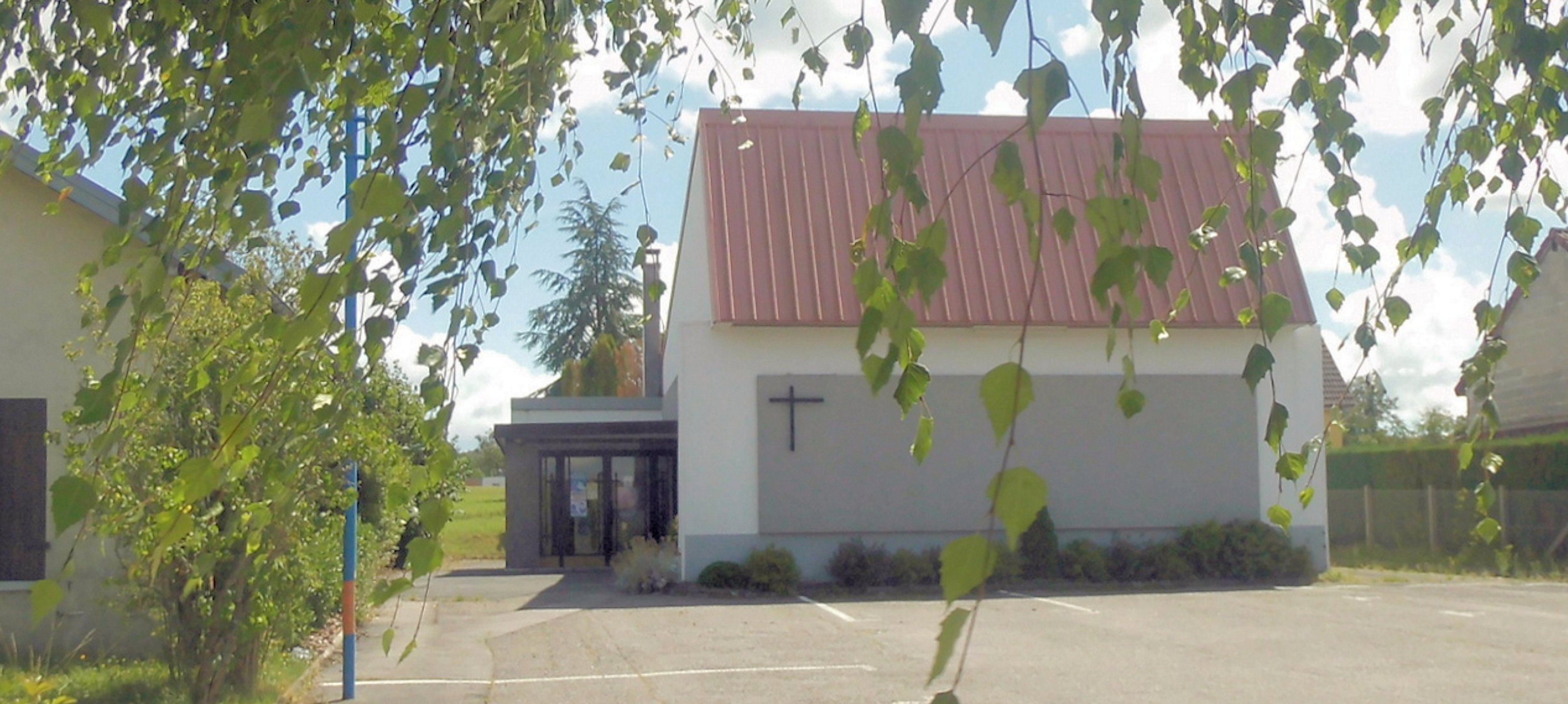
L'église Saint-Éloi.
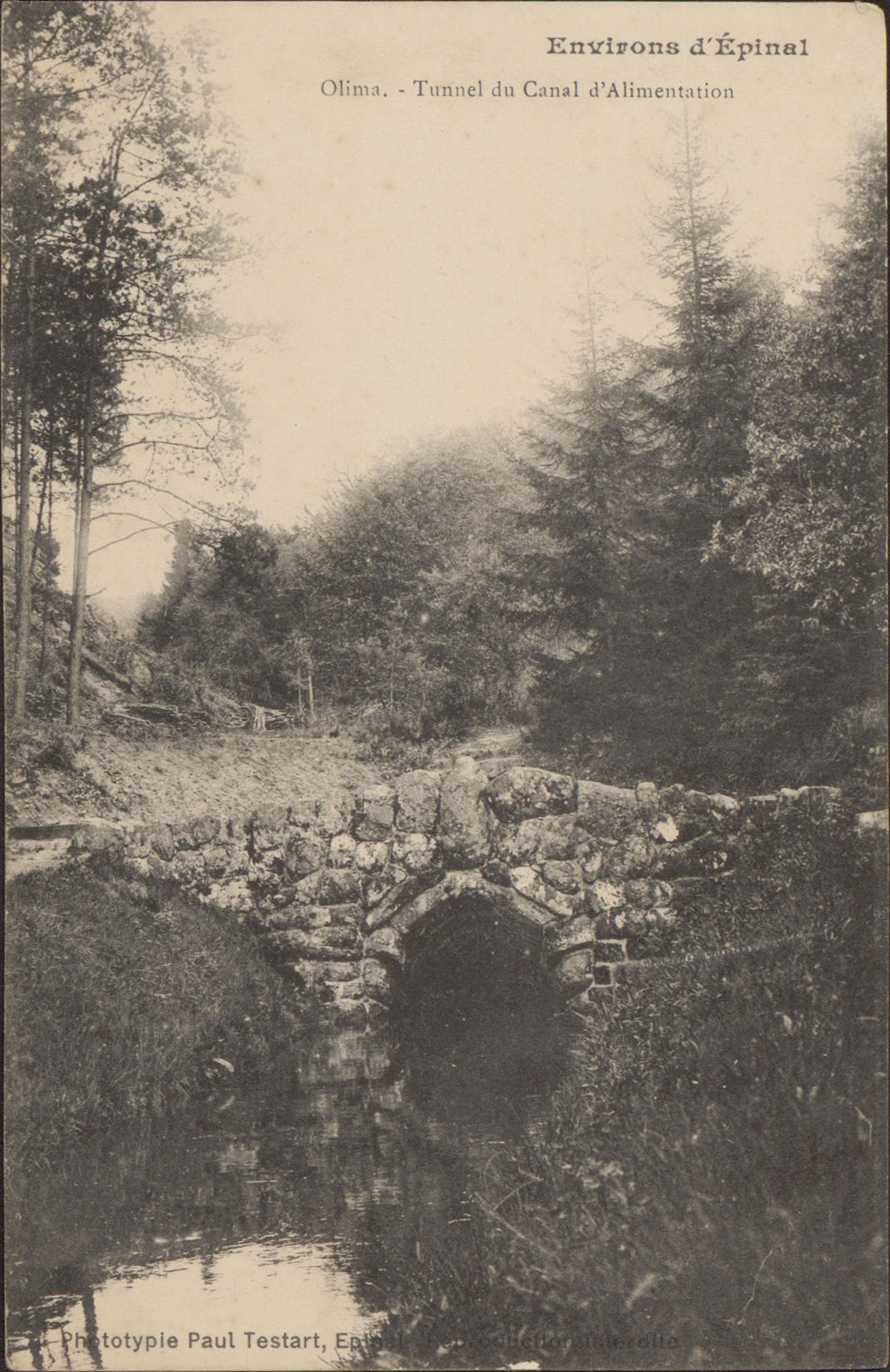
Carte postale représentant l'entrée du canal d'alimentation (du réservoir de Bouzey) à Olima.

- Étang de la Comtesse, une tourbière de plaine, autour de laquelle a été créé un parcours touristique et de découverte[30],[31].
- Église Saint-Éloi (XXe siècle).
- Monument aux morts inauguré le 11 novembre 1923[32],[33].

### Personnalités liées à la commune
- Jean-François Vuillemin (1819-1887), historien[34].
- Charles Grandemange, mathématicien.

### Héraldique
| Blason | Blasonnement : D'or, à la flamme de gueules posée en barre mouvant du flanc dextre, accompagnée en chef d'une tenaille renversée posée en barre, et en pointe d'une enclume sommée d'un marteau renversé posé en barre, le tout de sable. Commentaires : Dessiné en 1970 par Hervé Mangin, le blason reprend les couleurs de la Lorraine, le jaune et le rouge. La flamme et les outils du forgeron symbolisent évidemment le travail du fer. |

## Pour approfondir